# Poštarski dom pod Plešivcem
Dom pocztowy pod Plešivcem (słoweń. Poštarski dom pod Plešivcem) – schronisko turystyczne na Pohorju w Słowenii. Leży na trasie Słoweńskiego Szlaku Górskiego.

## Opis
Schronisko stoi na Selach, na polanie na skraju lasu pod Ravnjakovim vrhem, scheodnim ramieniem Uršljej gory albo Plešivca. Pierwsze, mniejsze schronisko, wybudowali pracownicy ówczesnej poczty okręgowej Slovenj Gradec pod przewodnictwem Martina Prevorčnika i je otworzyli 12 czerwca 1955. Schronisko w 1957 przejęło nowo powstałe Towarzystwo Górskie Poczty Telefonu i Telegrafu (PD PTT) Maribor. W 1969 dobudowano wielką część restauracyjną, nad którym w 1986 wybudowano nadbudówkę i ją funkcjonalnie połączono ze starym obiektem. Powiększone i wyremontowane schronisko otwarto przy świętowaniu 30-lecia towarzystwa 28 czerwca 1987 i przemianowano ją na Poštarski dom.
Schronisko jest stale otwarte. W trzech częściach gościnnych jest 100 siedzeń i lada barowa; przy stołach przed schroniskiem jest 40 miejsc; w 10 pokojach jest 30 miejsc, we wspólnej noclegowni zaś 8 łóżek; WC i umywalnie z ciepła i zimną wodą w piwnicy i na strychu; centralne ogrzewanie, bieżąca woda, prąd, telefon.

## Widoki
Widok jest tylko na północ i wschód, na południe i zachód zasłania go las. Na północy widzimy w pobliżu wzgórza Selovec między Mežą i Mislinją, za nimi zaś trochę wyższą Črnešką gorę; na północnym wschodzie wznosi się Košenjak; na wschodzie widzimy obszerny południowo-zachodnią część Pohorja od Črnego vrhu do ostatnich niższych szczytów w stronę Dravogradu, pod nim zaś część Mislinjskiej doliny, a także małą część Slovenj Gradca.

## Dostęp
- samochodem lokalną i leśną drogą ze Slovenj Gradca, przez Sele do parkingu przed schroniskiem – 10 km
- samochodem lokalną i leśna drogą z Ravnych na Koroškem, przez Pleški vrh i koło centrum rekreacyjnego Ivarčko jezero do parkingu przed schroniskiem – 11km
- z Ravnych na Koroškem, koło schroniska narciarskiego (Smučarska koča) i schroniska na Uršljej gorze – 5 h
- ze Slovenj Gradca, SPP-em – 2 h
- z Prevaljów, przez Leše i koło schroniska na Uršljej gorze – 6 h
- z Mežicy, koło sv. Lenarta i koło schroniska na Uršljej gorze – 6 h 30
- lokalną drogą Mežica – Črna na Koroškem, z Žerjava ob Jazbinškem potoku do gospodarstwa Krstavčnik, koło schroniska na Naravskich ledinach i schroniska na Uršljej gorze – 5 h
- lokalną drogą Črna na Koroškem – Topolšica, do przełęczy Spodnje Sleme, koło Andrejovego schroniska na Slemenu – 4 h
- z Šoštanja, koło Andrejovego schroniska na Slemenu – 7 h.

Do Ravnych na Koroškem i Preveljów można się dostać pociągiem, do Slovenj Gradca, Mežicy i Šoštanja też autobusem

## Szlaki turystyczne
- Ivarčko jezero, 1h.
- schronisko na Uršljej gorze (1680 m), 2,30 h (szlak łatwy)
- Andrejove schronisko (1096 m), koło Križa, 3 h (szlak łatwy)
- schronisko na Naravskich ledinach (1072 m), koło Ivarčkiego jezera i schroniska narciarskiego (Smučarska koča), 3 h (szlak łatwy)
- schronisko na Naravskich ledinach (1072 m), koło Križa, 3 h (szlak łatwy)
- schronisko pod Kremžarjevim vrhem (1102 m), Słoweńskim Szlakiem Górskim, 3 h (szlak łatwy)
- Uršlja gora (1699 m), 2,30 h (szlak łatwy)
- Preški vrh (504 m), 1,30 h (szlak łatwy)